# Le Petit Elfe Ferme-l'œil
Le Petit Elfe Ferme-l'œil est une suite orchestrale de Florent Schmitt adaptée de sa musique pour le ballet homonyme (« divertissement chorégraphique ») d'après un conte d'Hans Christian Andersen. La suite de concert développée à partir d'une suite pour piano à quatre mains écrite en 1912 titrée une semaine de Petit Elfe ferme-l'œil fut créée le 1er décembre 1923 aux Concerts Colonne sous la direction de Gabriel Pierné. Le ballet est créé le 5 février 1924 à l'Opéra-Comique de Paris sous la direction d'Albert Wolff. 

## Analyse de l'œuvre
L'argument raconte les rêves extraordinaires du petit Hialmar.
1. La fête nationale des souris: danse du peuple des souris
2. La cigogne lasse: Sarabande
3. Le cheval de Ferme-l'œil: galop à la poursuite de la cigogne
4. Le mariage de la poupée Berthe: alternance d'un motif de cloches et d'un thème de marche
5. La ronde des lettres boiteuses: motif sur un rythme claudicant
6. La promenade à travers le tableau: motif de berceuse
7. Parapluie chinois: deux thèmes sur la gamme pentatonique

- Durée d'exécution: quarante minutes

## Source
- François-René Tranchefort, Guide de la musique symphonique, Fayard, 1989, p. 679